# Lyndsey Scott
Lyndsey Scott (1984) es una modelo, desarrolladora de apps para iOS, y actriz estadounidense. Fue la primera modelo afroamericana en firmar un contrato como exclusiva con Calvin Klein. También ha modelado para Gucci, Prada, y Victoria's Secret, ha colaborado en la creación de aplicaciones móviles para iPhones y iPads. Se le ha sido acreditado la rotura de los estereotipos sobre las modelos y los programas de ordenador. También por inspirar a las mujeres jóvenes a programar.

## Primeros años
Lyndsey Scott creció en West Orange, New Jersey, como la mayor de cuatro hijos. Su padre fundó una compañía de sanidad doméstica después de haber sido un programador en la National Security Agency. Murió a principios de 2017. Practicó artes marciales desde los nueve años ganándose un cinturón negro en Taekwondo.
Scott sufrió bullying mientras crecía. Dijo que era la única negra en Newark Academy, y era tan alta y delgada que la llamaban «monstruo». Dijo que sus compañeros de clase la invitaban a fiestas para luego desinvitarla, y decirle que no se podía sentar con ellos en el comedor. «Se volvió tan malo en el colegio que no podía ni mirar a la gente en la cara. Me escondía en el colegio para no tener que comer en la cafetería o ver a gente entre clases.»
Scott asistió al Amherst College, donde estudió teatro, económicas, física y ciencias de la computación. También hizo atletismo y salto de altura. Se graduó del Amherst College en 2006.

## Programación
Scott comenzó a programar a la edad de 12 años, escribiendo juegos para su calculadora gráfica TI-89 y compartiéndolos con amigos en la escuela secundaria. Aprendió los lenguajes de programación Java y C ++ y la arquitectura MIPS en Amherst College, pero aprendió por sí misma las habilidades que usó para escribir sus propias aplicaciones en Python , Objective C e iOS. Ella dice que aunque disfrutó de la programación en la universidad, se dedicó a la actuación y al modelaje profesionalmente porque nunca se vio a sí misma pasando su vida rodeada de otros programadores de computadoras; después de graduarse, la mayor parte de su programación se hizo sola. En 2017, se consideraba a sí misma principalmente una programadora.
A Scott también le apasiona educar a otros para que programen, especialmente a las mujeres jóvenes. Mantiene un perfil en Stack Overflow, un sitio web donde los usuarios ganan reputación por brindar respuestas sobre programación de computadoras. A principios de 2014, estaba entre el 2% superior de los usuarios con más de 2000 puntos de reputación y más de 38000 visitas al perfil. Fue la usuaria mejor clasificada en preguntas de iOS en el sitio durante un mes en 2015. En enero de 2022, tenía más de 39 000 puntos de reputación con más de 400 respuestas al usuario. preguntas y se encuentra en el 1% superior de los usuarios de la plataforma.
Es autora de múltiples tutoriales de programación de iOS en RayWenderlich.com, fue representante de la segunda iniciativa de aprendizaje de Code.org Hour of Code, hizo un video de enseñanza de programación con los personajes de Frozen de Disney, y es una mentora de Girls Who Code, una organización que enseña programación a adolescentes. Ha dado charlas sobre programación en escuelas de Harlem y NYU, y ha sido mentora de Girl Scouts en programación en Los Ángeles.
Su combinación de modelaje y programación se considera inspiradora para las mujeres jóvenes: fue nombrada en la lista Elle «Inspire 100» en 2014, y en la lista AskMen «Top 99 Outstanding Women 2015», que la calificó como «una inspiración para decenas de jóvenes muchachas». Fue oradora principal para la Universidad de Harvard en Mujeres Empresariales en 2014 y presentadora de los Premios Ford Freedom en 2015.

### Aplicaciones
Las primeras aplicaciones móviles iOS de Scott fueron escritas por ella misma, para Standable, Inc., la compañía que fundó en 2011. La primera aplicación publicada de Scott fue Educate! en apoyo de una organización sin fines de lucro también llamada Educate!, que apoya a jóvenes estudiantes ugandeses, y fundada por dos estudiantes de Amherst. Su segundo fue iPort, destinado a ayudar a las modelos a organizar digitalmente su cartera de carreras; Scott dice que lo desarrolló porque era algo que ella personalmente necesitaba. La tercera, en 2014, fue The Matchmaker, una red social que alertaría a un usuario físicamente cerca de otro usuario compatible en el amor, la amistad o los negocios. Code Made Cool, lanzado junto con la aparición de Scott en la portada de la revista Asos en 2014, era una aplicación para iPhone que enseñaba a las niñas a programar a través de arrastrar y soltar en escenarios de fantasía con imágenes animadas de Ryan Gosling . Squarify convierte imágenes rectangulares o videos en cuadrados para facilitar el uso de Instagram.
Posteriormente, se programó aplicaciones para otras empresas. Desarrolló beautifulBook para Firebloom Media; muestra literatura clásica con fuentes y fondos elegantes. La aplicación imDown (escrita para la compañía del mismo nombre en 2016), que luego se convirtió en Tallscreen, permite a los usuarios filmar y compartir videos verticales de hasta un minuto de duración. Ryse Up es una aplicación multimedia para conectar artistas musicales establecidos y emergentes, producida por la compañía del mismo nombre para la que Scott era ingeniero senior para la versión 1.0 de la aplicación móvil. Todas eran aplicaciones móviles de Apple y estuvieron disponibles en App Store; aunque iPort, The Matchmaker, imDown y Code Made Cool ya no estaban disponibles a partir de 2017.